# جيمس أ. شيلتون
جيمس أ. شيلتون (بالإنجليزية: James A. Shelton)‏ هو ضابط أمريكي، ولد في 1916 في دينتون في الولايات المتحدة، وتوفي في 1942 في جزر الميدواي في الولايات المتحدة.